# Departamento de Metán
Departamento de Metán är en kommun i Argentina.   Den ligger i provinsen Salta, i den norra delen av landet, 1 200 km nordväst om huvudstaden Buenos Aires. Antalet invånare är 39 006.
I omgivningarna runt Departamento de Metán växer i huvudsak lövfällande lövskog. Runt Departamento de Metán är det mycket glesbefolkat, med 7 invånare per kvadratkilometer.